# Echoes - The Einaudi Collection
 (octobre 2020).
Albums de Ludovico Einaudi
Table Vs Ludovico Einaudi
(2002) Diario Mali
(2003)
Echoes - The Einaudi Collection est une compilation réunissant des succès du pianiste et compositeur italien Ludovico Einaudi et éditée en 2003.

## Compilation de 17 titres
Les titres proviennent des albums Le onde (1, 5, 8, 11), I giorni (2, 4, 12, 14), Eden Roc (3, 6, 7, 9, 13) et Stanze (10).
Les titres 15, 16 et 17 sont des arrangements pour piano solo inédits, enregistrés en live au London Symphony Orchestra St. Luke's de Londres,,.
- le titre 15 pour piano solo (Al di là del vetro) est issu de la bande originale Luce dei miei occhi (pour piano et violoncelle)
- le titre 16 pour piano solo (White Night) provient de la bande originale Doctor Zhivago (pour piano et ensemble à cordes)
- le titre 17 pour piano solo (Cadenza) est issu de l'album Stanze (pour harpe électrique solo)

## Pistes
1. Le onde (The Waves) – (4:59)
2. Melodia africana III – (4:19)
3. Fuori dalla Notte (Out of the Night) – (5:02)
4. I giorni (The Days) – (6:03)
5. La linea scura (The Dark Line) – (4:57)
6. Eden Roc – (3:20)
7. Nefeli – (4:26)
8. Questa notte (Tonight) – (5:14)
9. Due tramonti (Two Sunsets) – (4:57)
10. Calmo – (4:36)
11. Passagio – (4:49)
12. Bella notte (Beautiful Night) – (5:14)
13. Giorni dispari (Odd Days) – (5:17)
14. Limbo – (5:38)
15. Al di là del vetro (Behind the Window) – (6:12) (arrangement live)
16. White Night – (3:01) (arrangement live)
17. Cadenza – (2:03) (arrangement live)